# Torii Tadayoshi
Torii Tadayoshi (鳥居忠吉?   fallecido en 1571) fue un samurái japonés de mediados del período Sengoku de la historia de Japón y padre del afamado guerrero Torii Mototada.
Fue sirviente durante de muchos años de Matsudaira Hirotada y más tarde de su hijo Tokugawa Ieyasu. Cuando Ieyasu fue enviado a Senpu como rehén del clan Imagawa, Tadayosi sirvió junto con Matsudaira Shigeyoshi como guardián del castillo Okazaki, durante el cual juntó una importante cantidad de dinero para rearmar el ejército del clan Matsudaira (Tokugawa) en cuanto Ieyasu regresara.
Tadayoshi falleció en 1571.